# Множество Никодима
Мно́жество Нико́дима — пример множества на плоскости, кажущийся парадоксальным с точки зрения теории меры.
Этот пример тесно связан с множеством Безиковича.

## Описание
Множество Никодима есть множество N в единичном квадрате S евклидовой плоскости такое, что
- площадь N равна 1;
- для каждой точки х из N есть прямая линия через х, которая пересекает N только в x.

## История
Существование такого множества было доказано в 1927 году польским математиком Отто Никодимом.
Аналогичные множества существуют и в высших размерностях.
Они были построены в 1986 году британским математиком Фэлконером.